# Trioza quadrimaculata
Trioza quadrimaculata är en insektsart som beskrevs av Yang 1984. Trioza quadrimaculata ingår i släktet Trioza och familjen spetsbladloppor. Inga underarter finns listade i Catalogue of Life.